# Quế Phong (Quảng Nam)
Quế Phong is een xã in het district Quế Sơn, een van de districten in de Vietnamese provincie Quảng Nam. Quế Phong heeft ruim 7300 inwoners op een oppervlakte van 30,13 km².

## Geografie en topografie
Quế Phong ligt in het uiterste zuidwesten van Quế Sơn. Quế Phong grenst in het zuiden aan de huyện Hiệp Đức en in het westen aan huyện Nông Sơn. De aangrenzende xã in Hiệp Đức is Quế Thọ. De aangrenzende xã in Nông Sơn is Quế Lộc. De aangrenzende xã's in Quế Sơn zijn Quế Long en Quế An.
In het zuiden van Quế Phong ligt het An Longmeer. Dit meer voedt de Ly Ly, die door Quế Phong stroomt.